# Раймо Хельмінен
Раймо Ільмарі Хельмінен (фін. Raimo Ilmari Helminen; народився 11 березня 1964 у м. Тампере, Фінляндія) — фінський хокеїст, центральний нападник, згодом тренер. Член Зали слави хокею (2012).

## Ігрова кар'єра
Вихованець хокейної школи «КооВее» (Тампере). Виступав за «Ільвес» (Тампере), «Нью-Йорк Рейнджерс», «Міннесота Норз-Старс», «Нью-Гевен Найтгокс» (АХЛ), «Нью-Йорк Айлендерс», «Спрингфілд Індіанс» (АХЛ), ХК «Мальме». 
У складі національної збірної Фінляндії провів 331 матч; учасник зимових Олімпійських ігор 1984, 1988, 1992, 1994, 1998, 2002, учасник чемпіонатів світу 1985, 1990, 1994, 1995, 1996, 1997, 1998, 1999, 2000, 2001, 2002, учасник Кубка Канади 1987, учасник Кубка світу 1996. У складі молодіжної збірної Фінляндії учасник чемпіонатів світу 1983 і 1984. У складі юніорської збірної Фінляндії учасник чемпіонату Європи 1982.

## Тренерська кар'єра
З 2009 по 2011 роки працював асистентом тренера «Ільвес» (Тампере), з 2011 по 2013 роки — головний тренер.
На клубному рівні працював помічником та головним тренером в командах «Барис» (2013—2014), «Динамо» (Рига) (2015—2016), «Йокеріт» (2017—2019), «ТПС» (Турку) (2020—2021), «Пустерталь» (2021—2022). З 2024 року очолює клуб «Сайман Палло».

## Досягнення
Гравця:
- Срібний призер зимових Олімпійських ігор (1988), бронзовий призер (1994, 1998)
- Чемпіон світу (1995), срібний призер (1994, 1998, 1999, 2001), бронзовий призер (2000)
- Чемпіон Фінляндії (1985), срібний призер (1998), бронзовий призер (2001)
- Чемпіон Швеції (1992, 1994).

Тренера:
- Срібний призер чемпіонату Фінляндії з ТПС (2021).